# 望帝杜宇

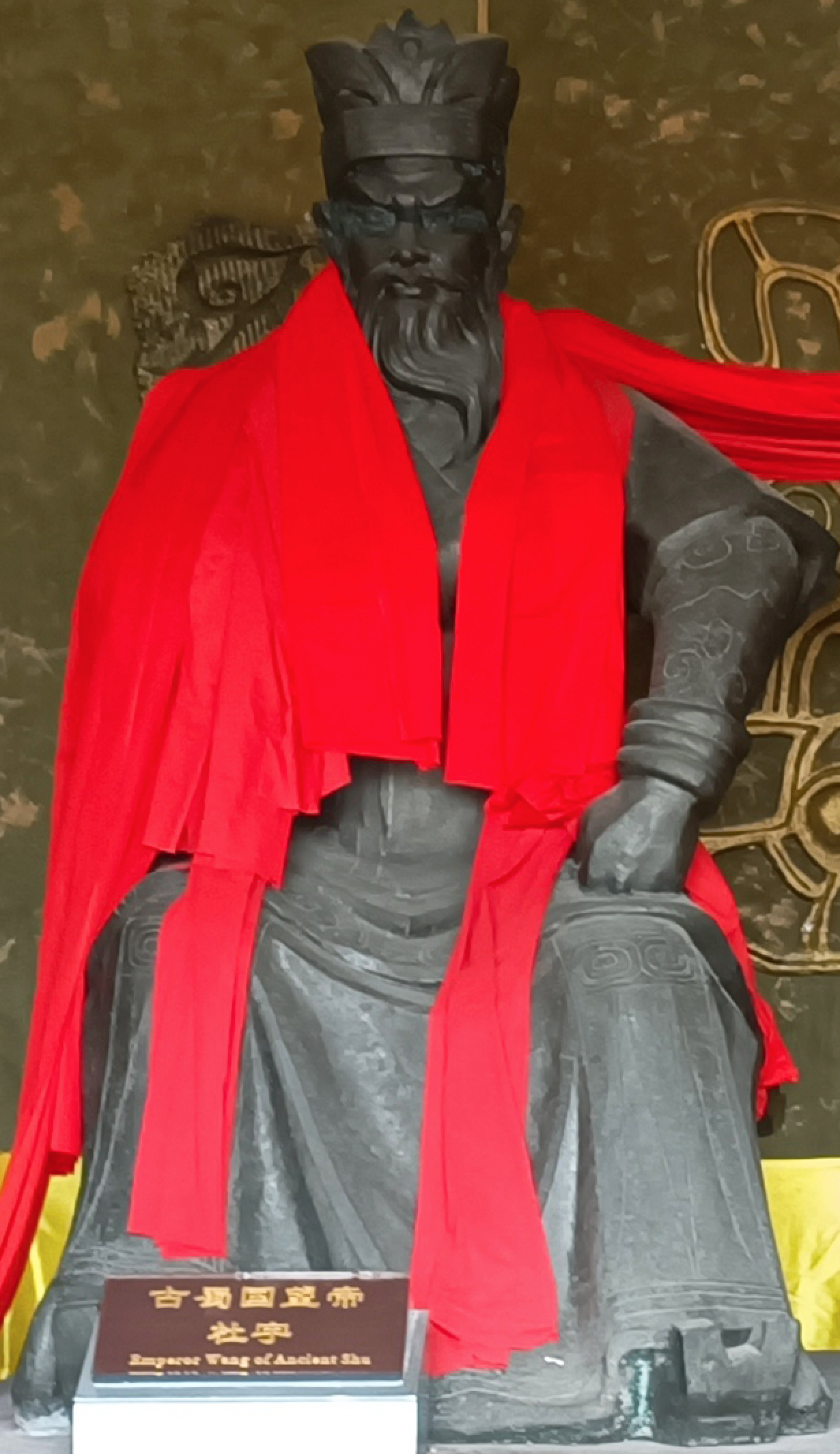
古蜀望帝杜宇（成都市郫都区望叢祠の塑像）

望帝杜宇（ぼうていとう）は、古代の蜀にあった古蜀の第4代君主とされる人物。
ここでは、東晋の永和11年（355年）に常璩によって編纂された華陽国志・揚雄に仮託した晋代の偽作とされる蜀王本紀の記述を記す。

## 華陽国志の記述
杜宇という王がおり、朱提にあったという。農業を発展させるように人々を教え導いた為、人々は彼を尊敬し主とした。朱利という梁氏の女性が江源へと流されてきた。杜宇はこれを喜び、妃とした。杜宇は都を郫という邑、または瞿上という場所に移した。
七国が王を称している時代、杜宇は自分自身が諸王よりも徳が高いと考えていたので、望帝を称した。更に名を蒲卑と変えた。褒谷（漢中周辺に存在した地名）・斜谷を国の前門、熊耳・霊関を国の後門とした。玉塁山・峨眉山を城郭とし、岷江・嘉陵江・涪江・沱江を魚や米を取る地域として整備し、汶山を牧畜の地とし、南中を国の公園とした。水害が発生した時、宰相である開明は玉塁山を開鑿し水害を沈めた。望帝は政務を開明に任せることにし、堯舜の禅譲の故事に因み、開明に位を譲った。帝の死後、その霊魂は西山に隠居することになった。
毎年2月、ホトトギスが鳴くとき、蜀の人は皆これは杜宇の魂が鳴いているのだというようになった。巴国もまた杜宇の教えを受け入れて農業生産に励み、今日に至るまで巴蜀の人々は種まきの前に杜主君を祭るようになった。

## 蜀王本紀の記述
男子の杜宇は天より落ちてきて、朱提に留まった。江源の井戸の中から出てきた利という女子を妻に娶った。その後、自立して王となった。その称号を望帝と称した。汶山の小さい県を治め、そこは郫と言われ、人々の往来が激しかった。 
望帝は年を重ねて百歳あまりとなった。荊州で鱉霊という男が死んだがその死体が無くなってしまった。荊人はこれを探したが、見つけることができなかった。鱉霊の死体は江水に沿って上流へ向かい、郫に至って遂にそこで生き返った。望帝に謁見し、望帝は鱉霊を相とした。その頃、玉山でまるで堯の時のような洪水があり、望帝は治めることができなかった。鱉霊を玉山へ派遣したところ民は安寧を得ることができた。鱉霊が治水の為に出かけていた間、望帝は鱉霊の妻と密通した。帝はこれを深く後悔し、自ら徳が薄く、鱉霊のようではないと知り国を委ねて授け去った。
堯が舜に禅譲したように、鱉霊が即位した。開明帝と号した。帝は蘆保に生まれ、開明とも号した。